# HD115510
HD115510 — хімічно пекулярна зоря спектрального класу A2, що має видиму зоряну величину в смузі V приблизно  8,8.
Вона  розташована на відстані близько 2038,5 світлових років від Сонця.